# 礼山駅
礼山駅（イェサンえき）は、大韓民国忠清南道保寧市にある韓国鉄道公社長項線の駅である。

## 駅構造
- 島式ホーム2面4線の地上駅。

## 駅情報
全列車(貨物を除く)が当駅に停車する。
駅事務所で韓国鉄道100周年記念スタンプを捺印することができる。

## 駅周辺
- 礼山中央初等学校
- 礼山女子高等学校
- 韓国農漁村公社礼山支社
- 礼山警察署礼山地区隊
- 礼山郡庁別館
- 礼山駅前郵便局
- 礼山教育支援庁
- 金鳥初等学校

## 沿革
- 1922年6月15日 - 普通駅として営業開始
- 1964年8月8日 - 駅舎着工
- 1964年12月21日 - 駅舎竣工
- 1968年9月21日 - 駅舎改築 竣工
- 1968年12月30日 - 貨物取扱中止
- 2006年5月1日 - 貨物取扱停止
- 2008年11月27日 - 新駅舎竣工
- 2015年2月5日 - 西海金光列車乗り入れ開始

## 隣の駅
韓国鉄道公社
長項線 セマウル号・ムグンファ号
新礼院駅 - 礼山駅 - 挿橋駅
西海金光列車
温陽温泉駅 - 礼山駅 - 洪城駅